# Surfers Paradise
Surfers Paradise é um subúrbio da cidade australiana de Gold Coast, localizado no estado de Queensland.

## Eventos
O subúrbio recebe desde 1991 uma das etapas da CART (de 2003 a 2007, Champ Car). Em 2008 a prova passa a ser uma das etapas da Indy Racing League (Fórmula Indy).
Surfers Paradise é o principal subúrbio, praia e distrito comercial da cidade de Gold Coast . Nos anos 50, era um balneário de fim de semana para os moradores de Brisbane frequentarem a praia, mas com o passar do tempo, tornou-se famosa, e atraiu investidores nacionais e estrangeiros, principalmente japoneses, que ficaram encantados com o lugar. Hotéis, restaurantes, boates e casas com todos os tipos de diversão proliferaram, e prédios, Apart-Hotéis e muitas acomodações foram construídas.Por causa desses fatores o turismo em Surfers Paradise explodiu a nível de sofisticação e fama, tanto nacionalmente como internacionalmente. Virou um pólo na área de turismo, atraindo candidatos de todas as partes da Austrália e do mundo, e por consequência, tornou-se um centro de aglomeração de  "jovens".  Qualquer dia da semana, principalmente nos finais de semana, essa cidade pulsa com gente desfilando em carrões novos ou dos anos 60, modificados ou adaptados. Surfers conta com uma infra-estrutura turística completa, e virou lugar de moda e de paqueras.  Muitos residentes da Gold Coast não gostam de Surfers Paradise.Mas, outros não se mudariam por dinheiro nenhum. Apesar do nome, Surfers Paradise não é o paraíso dos surfistas, porque a praia é de mar aberto e longa, com ondas e correntes, condições que são consideradas péssimas para a prática do surf.